# Lascuarre
Lascuarre (Llascuarre en aragonés ribagorzano, Lasquarri en catalán ribagorzano) es un municipio de la provincia de Huesca, en la comunidad autónoma de Aragón, España. Se encuentra en el Prepirineo de la comarca de la Ribagorza, en la parte baja del valle del Isábena.
En 2020, tenía una población de 130 habitantes, aunque el número casi se dobla en época estival. Se encuentra en una colina a 647 m s. n. m. entre los barrancos de La Creu y de Sabró o Pila. El casco urbano tiene origen medieval y la iglesia está dedicada a la Asunción. Su término municipal comprende las pedanías de Segarras Altas, Mariñós, la Avellana (o Ametllera), la Mora, Tamarit y Salanova (actualmente todos deshabitados menos el primero).

## Geografía
Limita al oeste con Laguarres (municipio de Capella), al este con Castigaleu, al norte con Roda de Isábena y al sur, separadas por la Sierra de la Mellera, con Benabarre. En Lascuarre se habla un dialecto ribagorzano de transición al catalán.

### Núcleos de población del municipio
| Entidad de población | Habitantes en 2020 |
| -------------------- | ------------------ |
| Lascuarre (capital)  | 130                |
| Poblado El Aguilar   | 8                  |
| Salanova             | 0                  |
| Sagarras Altas       | 1                  |

## Toponimia
El nombre de Lascuarre proviene, según el filólogo Estornés Lasa, del vasco Latz Gorri, que significa barranco o arroyo rojo. Durante la conquista musulmana, los árabes llamaron al pueblo Al Askor (الاسكر), y en la época medieval los cristianos lo llamaron Alascorre, L'Escuarre o La Escuarre (Fogaje de 1495).
En catalán se conoce como Lasquarri y en aragonés como Llasquarre. Cabe destacar la -o- del nombre medieval, que sufrió un proceso de diptonguización a -ua-, un aspecto lingüístico no muy usual en el catalán, pero muy común en el castellano y el aragonés.

## Símbolos
La heráldica del pueblo se aprobó en la reunión del concejo celebrado el 29 de octubre de 1787, siendo alcalde Don Victorián Portella. El escudo se describe así: 
 Escudo cuadrilongo de base redondeada. De azur, medio palo, moviente del jefe, de oro, con tres palos gules, acompañado de cuatro castillos, de oro, aclarados de gules, dos acostados al palo y los otros dos en la punta. Al timbre, Corona del Escudo de España. 
Las barras honran a la antigua Corona de Aragón y actual comunidad autónoma de Aragón. Los cuatro castillos representan Lascuarre, Laguarres, Juseu y Luzás, de los cuales Lascuarre era la cabecera cuando formaban parte de la Baronía de Castro (siglo XIII).

## Historia

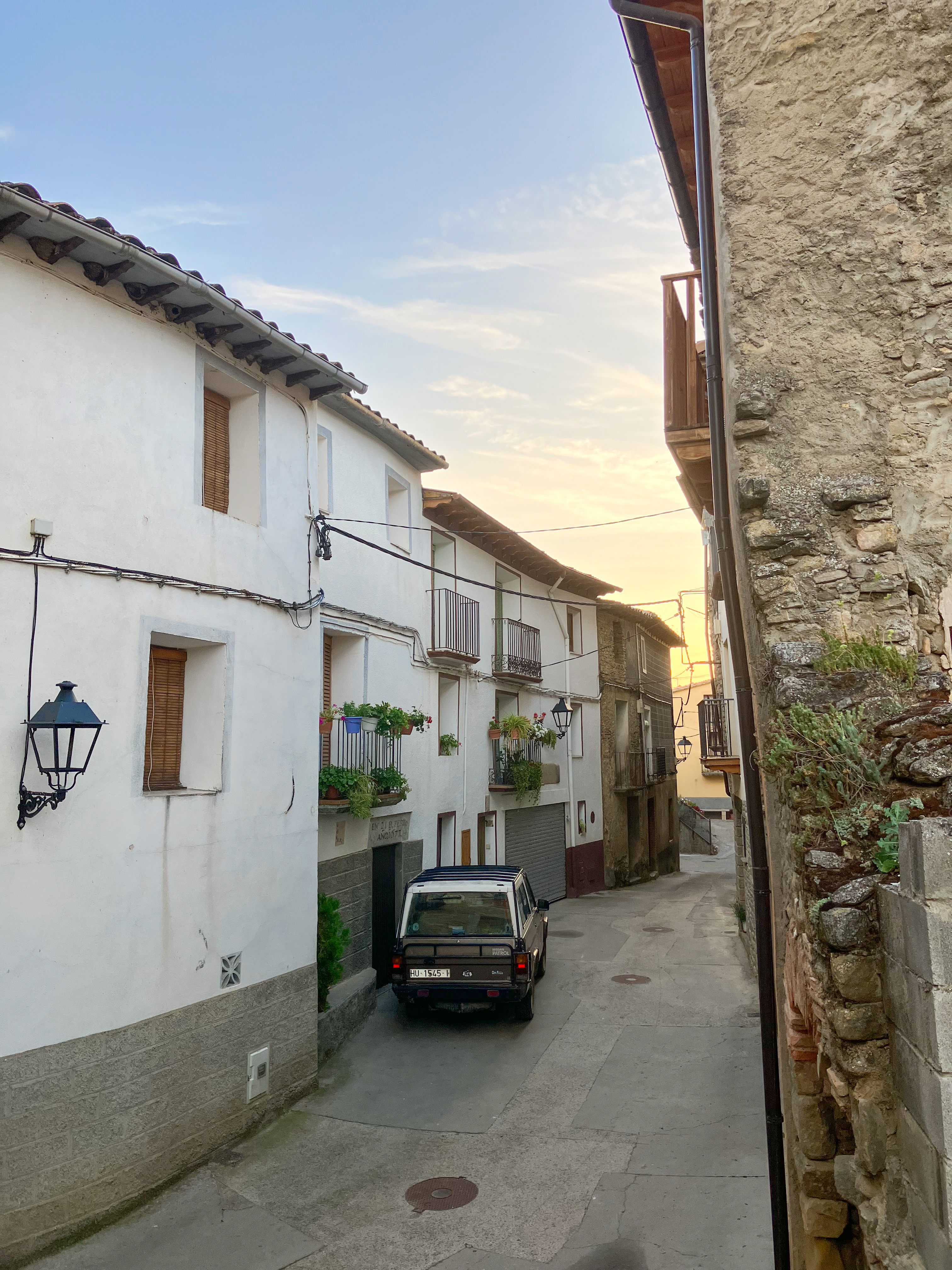
Calle Mayor de Lascuarre.

Se tiene constancia de que los valles interiores de los Pirineos estaban habitados por vascones hasta el siglo IX (véase: Euskera en Huesca); de aquí el nombre del pueblo aunque el primer documento en el que se nombra data del año 1032. Fue una plaza amurallada ya en época musulmana. El castillo se encontraba probablemente donde hoy está la iglesia del pueblo, en lo alto de la colina. Hoy en día solo quedan algunas ruinas de la muralla. Junto con los castillos de Laguarres y Castigaleu constituían la primera línea defensiva árabe contra los cristianos, que fundaron en el siglo X un obispado en Roda de Isábena. Carlomagno estableció la Marca Hispánica al sur de los pirineos ya en el siglo VIII. Aunque no se sabe exactamente en qué año se reconquistó Lascuarre, sí se sabe que en 1062 ya gobernaba un tal cristiano Don Gilfred Salla. Posteriormente hubo varias incursiones musulmanas al pueblo, siendo la más sangrienta la del 1122. 
En 1158, el conde Ramón Berenguer IV le concedió fueros a Lascuarre y Jaime II donó la villa a la Baronía de Castro, apartándola del Condado de Ribagorza. Posteriormente, pasó a manos del duque de Medinaceli. Existe desde el medievo una feria dedicada al patrón del pueblo, San Martín.
En 1580, se edificó en el pueblo el convento de los Trinitarios Descalzos, desamortizado por Mendizábal en 1835.
Tras la guerra civil española se produjo un fuerte éxodo rural hacia las ciudades, especialmente Barcelona y Zaragoza. Esto produjo el abandonamiento de algunos campos de cultivo y el arrendamiento de otros. La mecanización de la agricultura aumentó la producción, hasta el punto que hoy Lascuarre produce más que hace 40 años, a pesar de tener tres cuartos de población menos.
Erik el Belga robó diversas obras de arte en este pueblo y en otros de la comarca, en los años 80.

## Geografía humana

### Demografía
Cuenta con una población de 135 habitantes (INE 2024).
| Gráfica de evolución demográfica de Lascuarre entre 1842 y 2021 |
| |
| Población de derecho según los censos de población del INE Población de hecho según los censos de población del INEEntre el censo de 1857 y el anterior, crece el término del municipio porque incorpora a 225215 (Sagarras Altas) |

## Patrimonio

### Iglesia de Santa María la Mayor
La iglesia parroquial de Santa María la Mayor, cuya patrona es la Asunción de la virgen (desde, por lo menos, 1400), corona lo alto de la colina del pueblo. Es un templo gótico del siglo XVI con una portada renacentista y columnas corintias. La torre de base cuadrangular con cuatro cuerpos, los dos últimos octogonales y con un remate piramidal. En el interior, tres naves con arcos de medio punto. Se sitúa junto a la abadía, hoy reconstruida, y frente a una plaza con un peirón en el centro y un mirador.

### Ermita de San Martín y cementerio

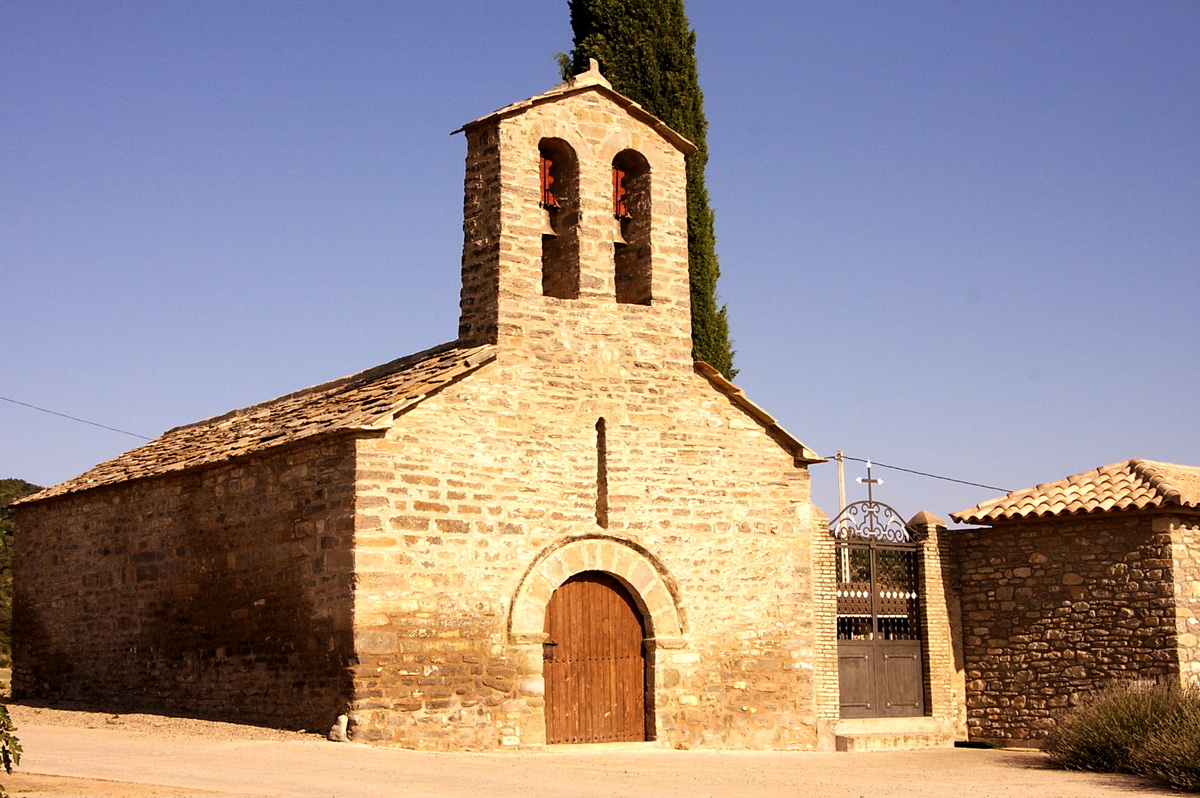
Ermita de San Martín

La ermita de San Martín, dedicada al patrón, es un pequeño templo románico del siglo anexo al cementerio del pueblo con un tejado de piedra plana caliza (típico de la zona), espadaña y un ábside circular orientado hacia el oriente. Esta ermita pudo haber sido en su origen la capilla del antiguo castillo.
- Torre de los Moros (Lascuarre)
- Castillo de la Millera

## Economía
La principal fuente de ingresos es el sector primario (agricultura y ganadería). La agricultura es de secano casi en su totalidad, especialmente de cebada, aunque también trigo, girasol, avena, guisantes... de forma minoritaria se produce de árboles frutales, almendros, olivos e incluso viña. En cuanto a ganadería, destaca la granja porcina, que destaca sobre la avícola, la vacuna y la ovina. 
Están presentes también la apicultura, la explotación cunícola y la cría equina con fines recreativos. Fuera del sector primario, existen diversas empresas familiares dedicadas a la artesanía, la carpintería... etc. y una casa rural.
Existe un único bar, abierto durante todo el año, y una piscina municipal, abierta sólo en verano.

## Administración y política
| Período             | Alcalde                                     | Partido |  |
| ------------------- | ------------------------------------------- | ------- |  |
| 1979-1981 1981-1983 | Vicente Vidal Calvo Antonio Lleida Pociello | UCD     |  |
| 1983-1987           |                                             |         |  |
| 1987-1991           |                                             |         |  |
| 1991-1995           |                                             |         |  |
| 1995-1999           |                                             |         |  |
| 1999-2003           |                                             |         |  |
| 2003-2007           |                                             |         |  |
| 2007-2011           | José Luis Lloret Sin                        | PP      |  |
| 2011-2015           | José Luis Lloret Sin                        | PP      |  |
| 2015-2019           | José Luis Lloret Sin                        | PP      |  |

| Partido político    | Partido político               | 2003   | 2007   | 2011   | 2015   |
| Partido político    | Partido político               | Ediles | Ediles | Ediles | Ediles |
|                     | Partido Popular de Aragón (PP) | 5      | 5      | 4      | 4      |
|                     | Partido Aragonés (PAR)         | —      | —      | 1      | 1      |
| Total de concejales | Total de concejales            | 5      | 5      | 5      | 5      |

## Rutas
Las siguientes rutas de senderismo pasan por la localidad:
- GR-1